# Dolichogyna chilensis
Dolichogyna chilensis là một loài ruồi trong họ Ruồi giả ong (Syrphidae). Loài này được Walker mô tả khoa học đầu tiên năm 1837. Dolichogyna chilensis phân bố ở vùng Tân Nhiệt đới